# The Loves of Robert Burns
The Loves of Robert Burns é um filme britânico de 1930, do gênero drama biográfico-histórico-musical, dirigido por Herbert Wilcox, com roteiro de Reginald Berkeley, Maclean Rogers e do próprio Wilcox baseado na vida do poeta escocês Robert Burns.

## Elenco
- Joseph Hislop ... Robert Burns
- Dorothy Seacombe ... Jean Armour
- Eve Gray ... Mary Campbell
- Nancy Price ... Posie Nancy
- Jean Cadell ... sra. Burns
- C.V. France ... Farquhar
- Neil Kenyon ... Tam
- George Baker ... soldado
- H. Saxon-Snell ... Gavin Hamilton
- Craighall Sherry ... James Armour
- Wilfred Shine ... marujo